# Robbie Matute
Robbie Matute Pandy (José Santos Guardiola, Islas de la Bahía, 20 de noviembre de 1987) es un futbolista hondureño. Juega como lateral izquierdo y su actual equipo es el Boca Juniors de la Liga de Ascenso de Honduras.

## Trayectoria
Debutó con 23 años de edad en el Arsenal de Roatán de la Liga de Ascenso, equipo con el cual se mantuvo hasta finales del año 2013. A inicios del año siguiente fichó por el Real Sociedad, haciendo su debut el 13 de abril de 2014 en un partido válido por el Clausura 2014 que finalizó con triunfo 4-0 de su equipo sobre el Club Deportivo Victoria.
Durante el siguiente torneo se convirtió en uno de los once jugadores base que consiguieron el subcampeonato del Apertura 2014 ante Motagua. El 5 de abril de 2015, durante el partido entre Real Sociedad y Platense, Matute sufrió una rotura de tibia y peroné que lo alejó de las canchas por varios meses.

## Selección nacional
Ha sido internacional con la Selección de fútbol de Honduras. Su debut se produjo el 27 de mayo de 2017 durante un amistoso contra El Salvador que finalizó con empate de 2 a 2.
El 16 de junio de 2017 fue convocado por Jorge Luis Pinto para la Copa de Oro 2017.

### Participaciones en Copa de Oro
| Copa             | Sede           | Año              | PJ | Goles |
| ---------------- | -------------- | ---------------- | -- | ----- |
| Copa de Oro 2017 | Estados Unidos | Cuartos de final | 0  | 0     |

## Clubes
| Club              | País     | Año             |
| ----------------- | -------- | --------------- |
| Arsenal de Roatán | Honduras | 2010 - 2013     |
| Real Sociedad     | Honduras | 2014 - 2017     |
| Juticalpa         | Honduras | 2017            |
| Real Sociedad     | Honduras | 2018            |
| Platense          | Honduras | 2018 - 2019     |
| Real Sociedad     | Honduras | 2019 - 2021     |
| Boca Juniors      | Honduras | 2021 - Presente |